# Palhinhaea cernua
Palhinhaea cernua är en lummerväxtart som först beskrevs av Carl von Linné, och fick sitt nu gällande namn av Carv. Vasc. och Franco. Palhinhaea cernua ingår i släktet Palhinhaea och familjen lummerväxter. Utöver nominatformen finns också underarten P. c. curvata.